# Кавун Сергій Миколайович
Кавун Сергій Миколайович (нар. 13 березня 1972, смт Вороновиця, Вінницький район, Вінницька область) — український політик, голова Гайсинської районної державної адміністрації.